# 苏世民学者
苏世民学者项目，是黑石集团董事长苏世民2013年发起的学者项目。

## 历史
清華大學蘇世民書院由美国耶鲁大学建筑学院前院长罗伯特·斯坦恩设计建造，该项目在清華大學蘇世民書院正式落成之际于2016年6月正式启动。苏世民项目计划每年面向中国、美国和其他国家招收200位学者前往清华大学进行为期一年的硕士学习项目。该项目主要提供课程包括公共政策、国际关系、经济和商业等方面。候选人大约45%来自美国，20%来自中国，剩下35%来自其他国家。申请者可以直接申请此项目而不需要通过所在学校提名。负责主管福布莱特计划等项目的国际教育协会将会负责国际和美国方面的招生计划流程。

## 目的
该项目意在模仿牛津大学的罗德学者项目以及中国古代的书院制度，苏世民学者将作为清华大学的代表和主要对手北京大学的燕京学者以及世界上其他奖学金项目进行角逐较量。